# 賀徳霖
賀 徳霖（が とくりん）は、中華民国の政治家。字は得霖。

## 事跡
日本に留学して日本大学法科を卒業し、帰国して東陸銀行経理となる。1917年（民国6年）12月、王士珍内閣の財政総長王克敏の下で、財政部公債司司長に任命された。1923年（民国12年）10月、高凌霨内閣で財政次長署理となるが、同年10月に辞任する。
1925年（民国14年）、馮玉祥の財政顧問となった。1926年（民国15年）3月、賈徳耀内閣で陳錦濤の後任として署理財政総長兼塩務処督弁等に就任した。しかし翌月の賈徳耀内閣崩壊とともに辞任している。さらに国民軍が敗北するとともに、賈は漢口へ逃れたが、1927年、武漢国民政府の徐謙の命令により逮捕された。以後、賀徳霖の行方は不明である。

## 注
1. ↑  外務省情報部編（1928）、462頁による（ただし「東京日本大学法科卒業」との記述になっている）。徐主編（2007）、2107頁は、東京帝国大学法科卒業としている。
2. ↑  賀徳霖と王克敏は同郷ゆえに親しかったという。外務省情報部編（1928）、462頁。もっとも王の出身地は杭州府杭県であり、同省出身という程度の間柄である。
3. ↑  外務省情報部編（1928）、462頁。
4. 1 2  徐主編（2007）、2107頁。
5. ↑  外務省情報部編（1928）、463頁による。当時の徐謙は武漢国民政府で司法部長や軍事委員会軍事裁判所長などの要職を務めていた。ただし、なぜ賀徳霖を逮捕したのかについては不明である。
6. ↑  外務省情報部編（1928）、462-463頁。